# Cicerone, voce di Roma
Cicerone, voce di Roma (A Pillar of Iron) è un romanzo storico di Taylor Caldwell, pubblicato nel 1965. Il romanzo è stato tradotto in francese, svedese, portoghese, spagnolo, tedesco; in italiano è uscito nel 1966.

## Trama
Il racconto ripercorre le tappe della vita dello statista Marco Tullio Cicerone (106 a.C., 43 a.C.), dall'infanzia trascorsa ad Arpino, alla morte per mano dei sicari di Marco Antonio. I temi più ricorrenti sono quello dell'inimicizia con Catilina e quello dell'ambigua amicizia con Giulio Cesare. Il primo è descritto come un antagonista di Cicerone fin dalla fanciullezza, il secondo invece, come un amico protettivo, ma del quale non sempre Cicerone comprende o approva le azioni.

## Elementi romanzeschi
Le concessioni alla creazione romanzesca in questo libro sono fondamentalmente due: l'amore di Cicerone per Livia, che poi sarebbe andata sposa a Catilina, e l'adorazione segreta di Cicerone nei riguardi del Dio ignoto. Nel primo caso, la figura di questa donna, sposa di Catilina non è documentata; si è a conoscenza di una prima moglie, ma quanto è narrato nel romanzo è frutto di invenzione artistica. Nel secondo caso, Cicerone sarebbe stato influenzato da un amico israelita che gli avrebbe instillato le proprie aspirazioni all'avvento del Messia. Quindi Cicerone risulterebbe un precursore del Cristianesimo. La tesi è cara a Taylor Caldwell, ma in questo caso, sembra molto in anticipo sui tempi.

## Personaggi storici
- Familiari di Cicerone:
  - Marco Tullio Cicerone;
  - Marco Tullio Cicerone il Vecchio – padre dello statista;
  - Quinto Tullio Cicerone – politico, fratello dello statista;
  - Tullia – figlia dello statista;
  - Terenzia – moglie dello statista;
  - Fabia – sorellastra di Terenzia, vestale.
- I principali personaggi dell'epoca:
  - Gaio Giulio Cesare;
  -  Lucio Cornelio Cinna, console nell'87 a.C., poi dittatore;
  - Lucio Cornelio Silla;
  - Lucio Sergio Catilina;
  - Gaio Cornelio Cetego;
  - Publio Cornelio Lentulo Sura;
  - Gneo Pompeo Magno;
  - Marco Licinio Crasso;
  - Publio Clodio Pulcro;
  - Marco Porcio Catone Uticense;
  - Marco Giunio Bruto;
  - Marco Antonio;
  - Marco Emilio Lepido.

## Edizioni in italiano
- T. Caldwell, Cicerone, voce di Roma, trad. di Agnese Silvestri Giorgi, ed. Baldini & Castoldi, Milano 1966.
- T. Caldwell, Cicerone, voce di Roma, trad. di Agnese Silvestri Giorgi, ed. Baldini & Castoldi, Milano 2001.